# الکساندر نویوک
الکساندر نویوک (اوکراینی: Олександр Вікторович Нойок؛ زادهٔ ۱۵ مهٔ ۱۹۹۲) بازیکن فوتبال اهل اوکراین است.
از باشگاه‌هایی که در آن بازی کرده‌است می‌توان به باشگاه فوتبال اورنبورگ، باشگاه فوتبال آپولون لیماسول، باشگاه فوتبال متالورگ دونتسک، باشگاه فوتبال متالیست خارکوف، باشگاه فوتبال شاختار دونتسک، باشگاه فوتبال داینامو برست، باشگاه فوتبال اوورلا اوژهورود، و باشگاه فوتبال دینامو مینسک اشاره کرد.
وی همچنین در تیم‌های ملی فوتبال Ukraine national under-16 football team, Ukraine national under-17 football team, Ukraine national under-18 football team, Ukraine national under-19 football team، زیر ۲۰ سال اوکراین، و زیر ۲۱ سال اوکراین بازی کرده‌است.